# سوسی ولد
سوسی وُلد (دانمارکی: Susse Wold؛ زادهٔ ۱۷ نوامبر ۱۹۳۸) بازیگر اهل دانمارک است.
از فیلم‌هایی که وی در آن نقش داشته‌است، می‌توان به شکارو یک دور دیگر اشاره کرد.